# Giovanna Rotellini
Giovanna Rotellini (Roma, 9 agosto 1959) è un'attrice italiana.

## Biografia
Attrice, tra i suoi ruoli più significativi quello nella fiction Dio vede e provvede diretta da Enrico Oldoini nel 1996 e 1997.
Al cinema è nota per aver interpretato nel 2008 il ruolo della cantante lirica Ada Bertarelli nel film Un'estate al mare.
Oltre a questi impegni, la Rotellini ha lavorato anche in ambito teatrale, dove fra le altre cose ha interpretato il ruolo di Madame Arcati nello Spirito allegro di Carlo Alighiero e Mara-Mara ne I giganti della montagna di Giorgio Strehler, oltre a prendere parte allo spettacolo di Alighiero Attico con vista... vendesi, con protagonisti Fabrizio Frizzi e Rita Forte.

## Filmografia

### Cinema
- La trasgressione, regia di Fabrizio Rampelli (1988)
- La setta, regia di Michele Soavi (1991)
- Strepitosamente... flop, regia di Pierfrancesco Campanella (1991)
- Infelici e contenti, regia di Neri Parenti (1992)
- Un uomo perbene, regia di Maurizio Zaccaro (1999)
- Il pranzo della domenica, regia di Carlo Vanzina (2003)
- In questo mondo di ladri, regia di Carlo Vanzina (2004)
- Un'estate al mare, regia di Carlo Vanzina (2008)
- Poveri ma ricchissimi, regia di Fausto Brizzi (2017)

### Televisione
- Donne (1988)
- Chi tocca muore, regia di Piernico Solinas (1990)
- Classe di ferro 2, regia di Bruno Corbucci (1991)
- Un commissario a Roma, regia di Ignazio Agosta (1993)
- Casa Catozzo, regia di Gino Landi (1993)
- La scalata, regia di Vittorio Sindoni (1993)
- I ragazzi del muretto 2, regia di Lodovico Gasparini (1993)
- Gran casinò, regia di Bruno Corbucci - miniserie TV (1996)
- Dio vede e provvede, regia di Enrico Oldoini (1996)
- Linda e il brigadiere, regia di Gianfrancesco Lazotti (1997)
- Dio vede e provvede 2, regia di Enrico Oldoini e Paolo Costella (1997)
- Non lasciamoci più, regia di Vittorio Sindoni (1999)
- Giornalisti, regia di Vincenzo Terracciano e Giulio Manfredonia (2000)
- Don Matteo 5, regia di Elisabetta Marchetti (2006)
- Don Matteo 6, regia di Elisabetta Marchetti e Fabrizio Costa (2007)
- Il sangue e la rosa, regia di Salvatore Samperi (2008)

## Teatro
- Tingel-Tangel, regia di Claretta Carotenuto (1987)
- Le mille e una notte, regia di Silvio Giordani (1990)
- La commedia degli schiavi, regia di Silvio Giordani (1992)
- Il fu Mattia Pascal, regia di Daniela Petruzzi (1993)
- Amore e ufficio escluso sabato e domenica, regia di Silvio Giordani (1994)
- I giganti della montagna, regia di Giorgio Strehler (1995)
- La sconcertante signora Savage, regia di Carlo Alighiero (1997)
- La banda degli onesti, regia di Antonello Avallone (1997)
- Spirito allegro, regia di Carlo Alighiero (1998)
- Chi ha detto che Shakespeare è noioso, regia di Giovanna Rotellini (2003)

## Doppiaggio

### Cartoni animati
- Haranaya in RG Veda
- Ni in Shutendoji

## Altro

### Programmi televisivi
- Acqua calda, ospite (1992)
- ospite nei programmi di Rai sat Gambero Rosso (2002)

### Pubblicità
- Rio casa mia, Sip, Toyota, RCS ed altri.